# Анамбра
Ана́мбра (англ. Anambra) — штат на юге Нигерии. Один из самых маленьких по площади штатов Нигерии (35-е место из 36). Административный центр штата — город Авка. Крупнейшие города — Онича и Нневи. Штат назван по реке Анамбра.

## История
На территории штата с X века по 1911 год располагалось средневековое государство Нри.
Анамбра имела важное значение на завершающем этапе войны за независимость Биафры: в городе Ули/Аморка был построен аэродром, по которому на территорию Биафры через Сан-Томе доставлялась гуманитарная помощь. Шведский авиатор Карл Густав фон Розен помог организовать воздушный флот Биафры, состоявший из пяти самолётов Malmö MFI-9 и базировавшийся на аэродроме Уга.
В 1976 году, при разделе Восточного Центрального штата был создан штат Анамбра, который в 1991 году был разделён на современный штат Анамбра и штат Энугу.

## Население
Подавляющую часть (98 %) населения штата составляет народ игбо. Меньшинство игала проживает на северо-востоке штата.

## Административно-территориальное деление
Штат разделён на 21 территорию местного административного управления.

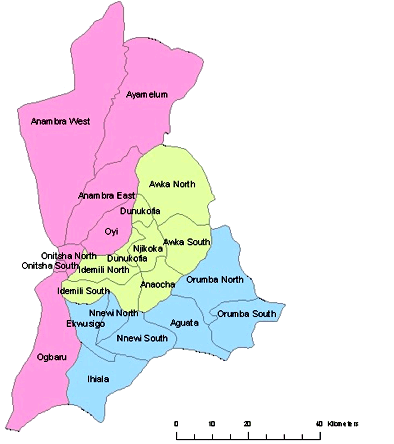
Карта административного деления штата Анамбра.

- Агуата
- Северная Авка
- Южная Авка
- Восточная Анамбра
- Западная Анамбра
- Анаоча
- Аямелум
- Дунукофиа
- Эквусиго
- Северное Идемили
- Южное Идемили
- Ихиала
- Нджикока
- Северное Неви
- Южное Неви
- Огбару
- Северная Онича
- Южная Онича
- Северная Орумба
- Южная Орумба
- Ойи

## Экономика
На территории штата ведётся добыча природного газа, нефти и бокситов. В 2006 году здесь был открыт первый в Нигерии частный нефтеперерабатывающий завод, Orient Petroleum Refinery. Практически вся территория штата пригодна для земледелия. Среди прочего, культивируются масличная пальма, кукуруза, рис, ямс и маниока.

## Известные уроженцы и жители
- Нуэлла Нджубигбо — актриса.